# Rhadinotaenia lugubris
Rhadinotaenia lugubris är en skalbaggsart som beskrevs av Olsoufieff 1940. Rhadinotaenia lugubris ingår i släktet Rhadinotaenia och familjen Cetoniidae. Inga underarter finns listade i Catalogue of Life.